# Chamaepentas
Chamaepentas là một chi thực vật có hoa trong họ Thiến thảo (Rubiaceae).

## Loài
Chi Chamaepentas gồm các loài: